# مات رايدلي
ماثيو وايت رايدلي، فيسكوت رايدلي الخامس، هو نائب ملازم، عضو في الجمعية الملكية للأدب وحائز على زمالة أكاديمية العلوم الطبية (من مواليد 7 فبراير 1958)، وصحفي ورجل أعمال بريطاني. اشتهر بكتاباته في العلوم والبيئة والاقتصاد. كتب العديد من الكتب العلمية بما في ذلك: الملكة الحمراء: الجنس وتطور الطبيعة البشرية (1994)، الجينوم (1999)، المتفائل العقلاني: كيف يتطور الازدهار (2010)، تطور كل شيء: كيف تظهر الأفكار (2015). يكتب مات رايدلي أيضًا مدونة ويساهم بشكل منتظم في صحيفة ذا تايمز.
رايدلي تحرري ومؤيد قوي لمغادرة بريطانيا للاتحاد الأوروبي. ورث الفيكونتية في فبراير 2012 وكان عضوًا بالورائة في حزب المحافظين من فبراير 2013، مع مقعد منتخب في مجلس اللوردات حتى تقاعده في ديسمبر 2021.
شغل رايدلي منصب رئيس مجلس إدارة بنك نورثرن روك البريطاني في الفترة من 2004 إلى 2007، وخلال هذه الفترة شهد أول استنزاف للموارد المالية لبنك بريطاني منذ 130 عامًا. استقال فيما بعد، وأنقذت حكومة المملكة المتحدة البنك؛ مما أدى إلى تأميمه في نهاية المطاف.

## نشأته وتعليمه
كان والدا رايدلي هما ماثيو وايت رايدلي، الفيكونت الرابع (1925-2012) ، والليدي آن كاثرين غابرييل لوملي (1928-2006)، ابنة روجر لوملي، إيرل سكاربورو الحادي عشر. وهو أيضًا ابن شقيق عضو البرلمان المحافظ الراحل (إم بي) والوزير نيكولاس رايدلي والحفيد الأكبر لإدوين لوتينز.
ارتاد رايدلي كلية إيتون من عام 1970 إلى عام 1975، ثم التحق بكلية المجدلية في جامعة أكسفورد لدراسة علم الحيوان. نال رايدلي درجة البكالوريوس مع مرتبة الشرف الأولى، وتابع بحثه في نظام تزاوج التُّدْرُج الشائع تحت إشراف كريستوفر بيرنز للحصول على درجة الدكتوراه في الفلسفة عام 1983.

## مسيرته المهنية

### الصحافة
انضم ريدلي إلى مجلة ذي إيكونوميست عام 1984 وعمل أولًا كمحرر علمي حتى عام 1987، ثم كمراسل في واشنطن العاصمة من عام 1987 إلى 1989 وكمحرر أمريكي من عام 1990 إلى عام 1992. كان كاتب عمود في ديلي تلغراف وصنداي تلغراف ومحرر في ذا بيست أميركان ساينس رايتينغ في عام 2002.
من عام 2010 إلى عام 2013، كتب رايدلي العمود الأسبوعي «العقل والمادة» لصحيفة وول ستريت جورنال، والذي «يستكشف علم الطبيعة البشرية وآثارها».
منذ عام 2013، كتب ريدلي عمودًا أسبوعيًا في صحيفة ذا تايمز عن العلوم والبيئة والاقتصاد.
كتب ريدلي غالبية المقال الرئيسي في إصدار أغسطس 2017 من مجلة بي بي سي فوكس. يشرح في المقال شكوكه بشأن استنزاف الموارد، متحديًا الاعتقاد السائد بأن استنزاف الموارد هو قضية مهمة. يستشهد بمخاوف مختلفة من الموارد السابقة كدليل له.

### نورثرن روك، 1994-2007
في عام 1994، أصبح رايدلي عضوًا في مجلس إدارة بنك نورثرن روك البريطاني. كان والده عضوًا في مجلس الإدارة لمدة 30 عامًا، ورئيس المجلس من 1987 إلى 1992. أصبح رايدلي رئيس مجلس الإدارة في عام 2004.
في سبتمبر 2007، كان نورثرن روك أول بنك بريطاني منذ عام 1878 يعاني من استنزاف موارده المالية، في بداية الأزمة المالية 2007-2010. تقدم البنك بطلب إلى بنك إنجلترا للحصول على تمويل طارئ للسيولة في بداية الأزمة المالية لعام 2007-2008، إلا أنه فشل في تحقيق ذلك وأممت الحكومة البريطانية بنك نورثرن روك فيما بعد.
استقال من منصب رئيس مجلس الإدارة في أكتوبر 2007. انتقدت لجنة برلمانية رايدلي لعدم إدراكه مخاطر الاستراتيجية المالية للبنك و «الإضرار بسمعة الصناعة المصرفية البريطانية».

### الأعمال
من عام 1996 إلى عام 2003، شغل ريدلي منصب الرئيس المؤسس لإنترناشونال سينتر أوف لايف، الذي افتتح في عام 2000 كمركز علمي غير ربحي في نيوكاسل أبون تاين؛ وهو حاليًا رئيس المركز الفخري مدى الحياة. من يوليو 2000 إلى يونيو 2008، شغل منصب المدير غير التنفيذي لشركة بي إيه هولدينغ ليميتس، مع فيكتور هالبرشتات.
شغل رايدلي منصب المدير التنفيذي لمؤسسة ديتشلي، التي تنظم مؤتمرات هادقة إلى توفير المزيد من التعليم والفهم للبريطانيين والأمريكيين الشماليين. وقد شارك في مؤتمر ديتشلي في فبراير 2000.

## الرعاية
مات ريدلي هو الراع للجمعية الإنسانية البريطانية.

### نورثمبرلاند
طورت ورعت ذا بانكس جروب وقرية براغدون بناء نورثمبرلاند، أو سيدة الشمال، وهو عمل نحتي ضخم ممتد على شكل أنثى متكئة، وقد رعاه رايدلي أيضًا وكُلف به بشكل جزئي.
يُدار حاليًا العمل من قبل جمعية خيرية باسم ذا لاند ترست، إذ أن هذا العمل هو أكبر شكل أرضي في العالم يصور الجسم البشري، ومن خلال التمويل الخاص، كلف بناؤه 3 ملايين جنيه إسترليني.
استقطب هذا المعلم السياحي وهذا المشروع الفني والسياحي أكثر من 100000 شخص سنويًا، وقد فاز بجائزة هندسة المناظر الطبيعية العالمية، ونال لقب «ملكة جمال العالم».
منحت الجمعية الزراعية الملكية في إنجلترا ميدالية بليديسلوي الذهبية في عام 2015 إلى رايدلي عن عمله المنجز في قرية براغدون، مصرحين بأن الجمعية تهدف إلى «تسليط الضوء على أعمال التحسين البيئي المكثفة المضطلع بها عبر الأرض».

## الآراء العلمية والسياسية

### التغير المناخي
في عام 2014، تم تحدي مقال في الصفحة المقابلة للصفحة الافتتاحية في صحيفة وول ستريت جورنال كتبه رايدلي من قبل جيفري ساكس من معهد ذا إيرث في جامعة كولومبيا. وصف ساكس شرح رايدلي لبحث في مجلة العلوم أجراه العالمين زيانياو تشين وكا كيت تونج على أنه «سخيف». طعن ساكس في ادعاءات رايدلي، وادعى أن «استنتاجات البحث على العكس تمامًا من استنتاجات رايدلي». أجاب ريدلي أنه «من السخف والبغيض والخطأ اتهامي بالكذب أو تحريف العلم كليًا، لقد طلبت من السيد ساكس سحب التهم على تويتر أكثر من مرة لحد الآن إلا أنه رفض ذلك».
ربط أصدقاء الأرض نكران رايدلي للتغير المناخي بصلته بصناعة الفحم الحجري. إذ أن رايدلي هو مالك الأرض في شمال شرق إنجلترا حيث يتمركز منجم شوتون سيرفيس لاستخراج الفحم، ويتلقى رايدلي مدفوعات مقابل المنجم. اتُهم في عام 2016 بممارسة الضغط لصالح صناعة الفحم الحجري، بناءً على بريد إلكتروني أرسله إلى وزير الطاقة في حكومة المملكة المتحدة يصف فيه شركة مقرها تكساس تخطط لعزل الكربون وتحويله إلى مواد مفيدة لتصنيع الكيماويات الصناعية. رُفضت الشكوى بإجراءات موجزة من قبل المفوض البرلماني للمعايير.

### غاز الأردواز والتصديع
كان ريدلي من أوائل المعلقين الذين اكتشفوا الأهمية الاقتصادية لغاز الأردواز، وهو أيضًا من دعاة التصديع. مع ذلك، فقد اكتُشف من قبل مفوض مجلس اللوردات للمعايير أنه انتهك القواعد السلوكية البرلمانية من خلال عدم الإفصاح الشفهي في المناقشات عن مصالحه الشخصية التي لا تقل عن 50000 جنيه إسترليني في وير غروب، التي وُصفت على أنها «أكبر مزود في العالم للمعدات الخاصة المستخدمة في عملية التصديع المائي».